# Leichtathletik-Europameisterschaften 2014/10.000 m der Frauen

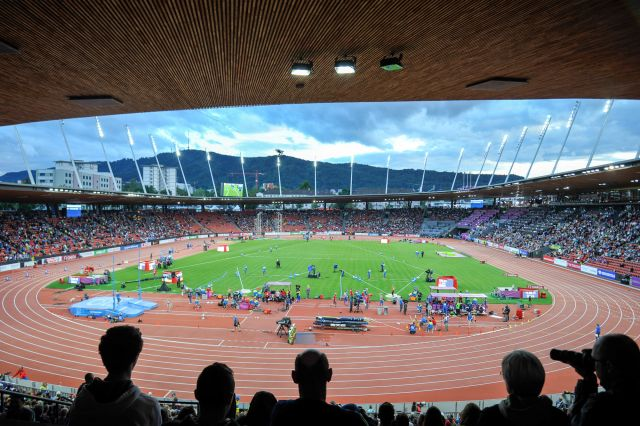
Das Letzigrund-Stadion während der Europameisterschaften 2014

Der 10.000-Meter-Lauf der Frauen bei den Leichtathletik-Europameisterschaften 2014 wurde am 12. August 2014 im Letzigrund-Stadion von Zürich ausgetragen.
Mit Silber und Bronze errangen die französischen Langstreckenläuferinnen in diesem Wettbewerb zwei Medaillen. Europameisterin wurde die britische EM-Zweite von 2012 Joanne Pavey. Sie gewann vor Clémence Calvin. Den dritten Rang belegte Laila Traby.

## Bestehende Rekorde
| Weltrekord           | 29:31,78 min | Wang Junxia     | Peking, Volksrepublik China | 8. September 1993 |
| Europarekord         | 30:01,09 min | Paula Radcliffe | EM München, Deutschland     | 6. August 2002    |
| Meisterschaftsrekord | 30:01,09 min | Paula Radcliffe | EM München, Deutschland     | 6. August 2002    |

Anmerkung zum Europarekord:

Bei den Olympischen Spielen 2008 hatte die für die Türkei startende Elvan Abeylegesse mit 29:56,34 min als Zweite zunächst einen neuen Europarekord aufgestellt. Ihr Resultat wurde allerdings nachträglich wegen Dopingmissbrauchs annulliert.
Der bestehende EM-Rekord wurde bei diesen Europameisterschaften nicht erreicht. Mit ihrer Siegzeit von 32:22,39 min blieb die britische Europameisterin Joanne Pavey 2:21,30 min über dem Rekord, gleichzeitig Europarekord. Zum Weltrekord fehlten ihr 2:50,61 min.

## Durchführung
Wie auf der längsten Bahndistanz üblich gab es keine Vorrunde, alle 25 Teilnehmerinnen starteten in einem gemeinsamen Finale.

## Legende
Kurze Übersicht zur Bedeutung der Symbolik – so üblicherweise auch in sonstigen Veröffentlichungen verwendet:
| NU23R | Nationaler U23-Rekord                    |
| DNF   | Wettkampf nicht beendet (did not finish) |
| DNS   | nicht am Start (did not start)           |

## Resultat

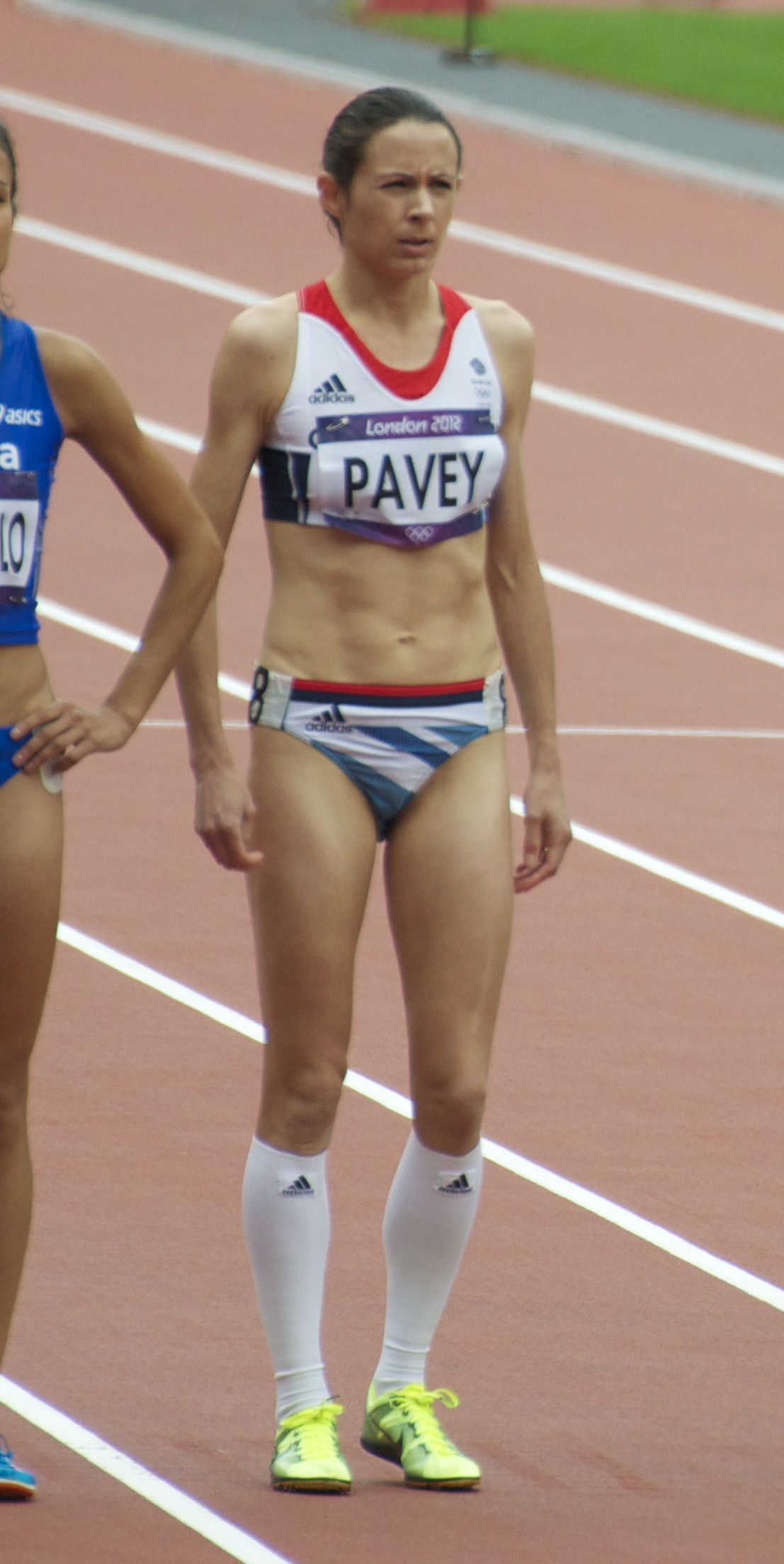
Nach Rang zwei 2012 gab es nun den Europameistertitel für Joanne Pavey

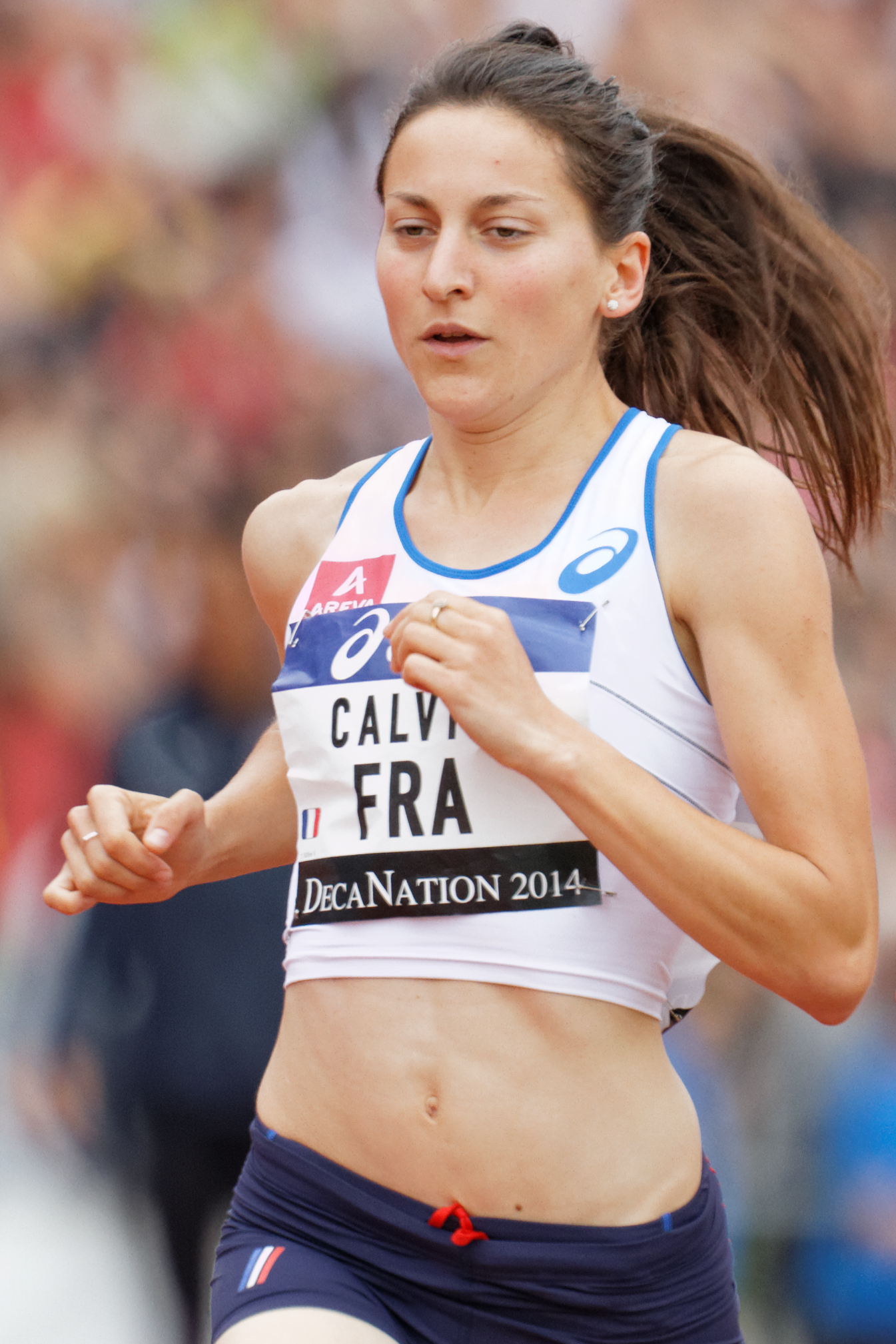
Vizeeuropameisterin Clémence Calvin

12. August 2014, 20:20 Uhr
| Platz | Name                  | Nation         | Zeit (min)     |
| ----- | --------------------- | -------------- | -------------- |
| 1     | Joanne Pavey          | Großbritannien | 32:22,39       |
| 2     | Clémence Calvin       | Frankreich     | 32:23,58       |
| 3     | Laila Traby           | Frankreich     | 32:26,03       |
| 4     | Jip Vastenburg        | Niederlande    | 32:27,37 NU23R |
| 5     | Sara Moreira          | Portugal       | 32:30,12       |
| 6     | Sabrina Mockenhaupt   | Deutschland    | 32:30,49       |
| 7     | Wolha Masuronak       | Belarus        | 32:31,15       |
| 8     | Fionnuala Britton     | Irland         | 32:32,45       |
| 9     | Krisztina Papp        | Ungarn         | 32:32,62       |
| 10    | Jelena Nagowizyna     | Russland       | 32:33,64       |
| 11    | Jeļena Prokopčuka     | Lettland       | 32:34,03       |
| 12    | Dulce Félix           | Portugal       | 32:35,90       |
| 13    | Karolina Jarzyńska    | Polen          | 32:40,98       |
| 14    | Beth Potter           | Großbritannien | 32:53,17       |
| 15    | Almensh Belete        | Belgien        | 33:03,87       |
| 16    | Carla Salomé Rocha    | Portugal       | 33:06,49       |
| 17    | Lidia Rodríguez       | Spanien        | 33:17,39       |
| 18    | Gema Barrachina       | Spanien        | 33:24,65       |
| 19    | Katarína Berešová     | Slowakei       | 33:28,60       |
| 20    | Walentina Galimowa    | Russland       | 33:36,45       |
| 21    | Zsófia Erdélyi        | Ungarn         | 33:41,72       |
| 22    | Anastasía Karakatsáni | Griechenland   | 33:53,00       |
| 23    | Lucie Sekanová        | Tschechien     | 33:57,29       |
| 24    | Runa Skrove Falch     | Norwegen       | 38:06,59       |
| DNF   | Sophie Duarte         | Frankreich     |                |
| DNS   | Dolores Checa         | Spanien        |                |

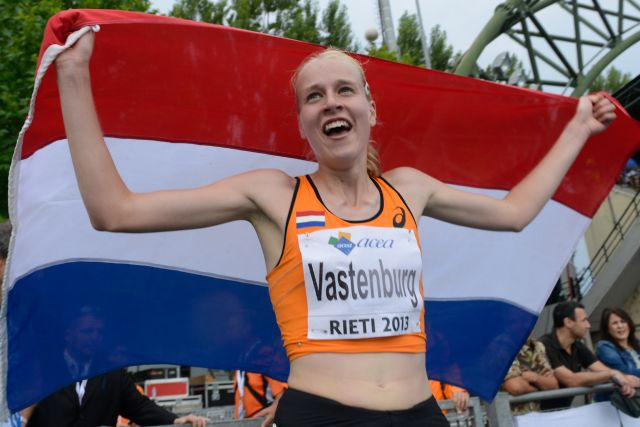
Jip Vastenburg erreichte mit neuem niederländischen U23-Rekord Platz vier
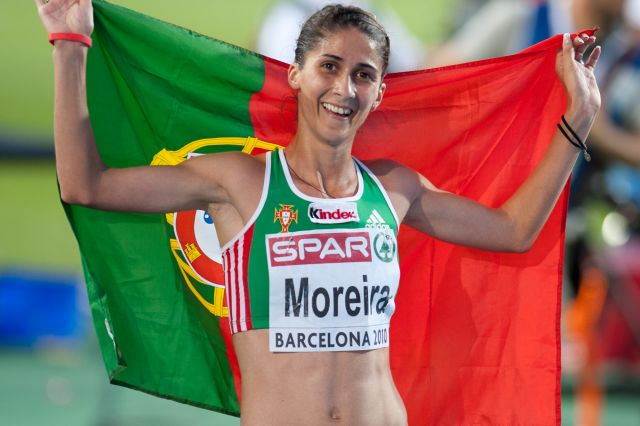
Sara Moreira, 2010 Vizeeuropameisterin über 5000 Meter und nach einer Dopingsperre[4] auch 2012 EM-Zweite über 5000 Meter, kam hier auf Rang fünf – vier Tage später wurde sie Sechste über 5000 Meter
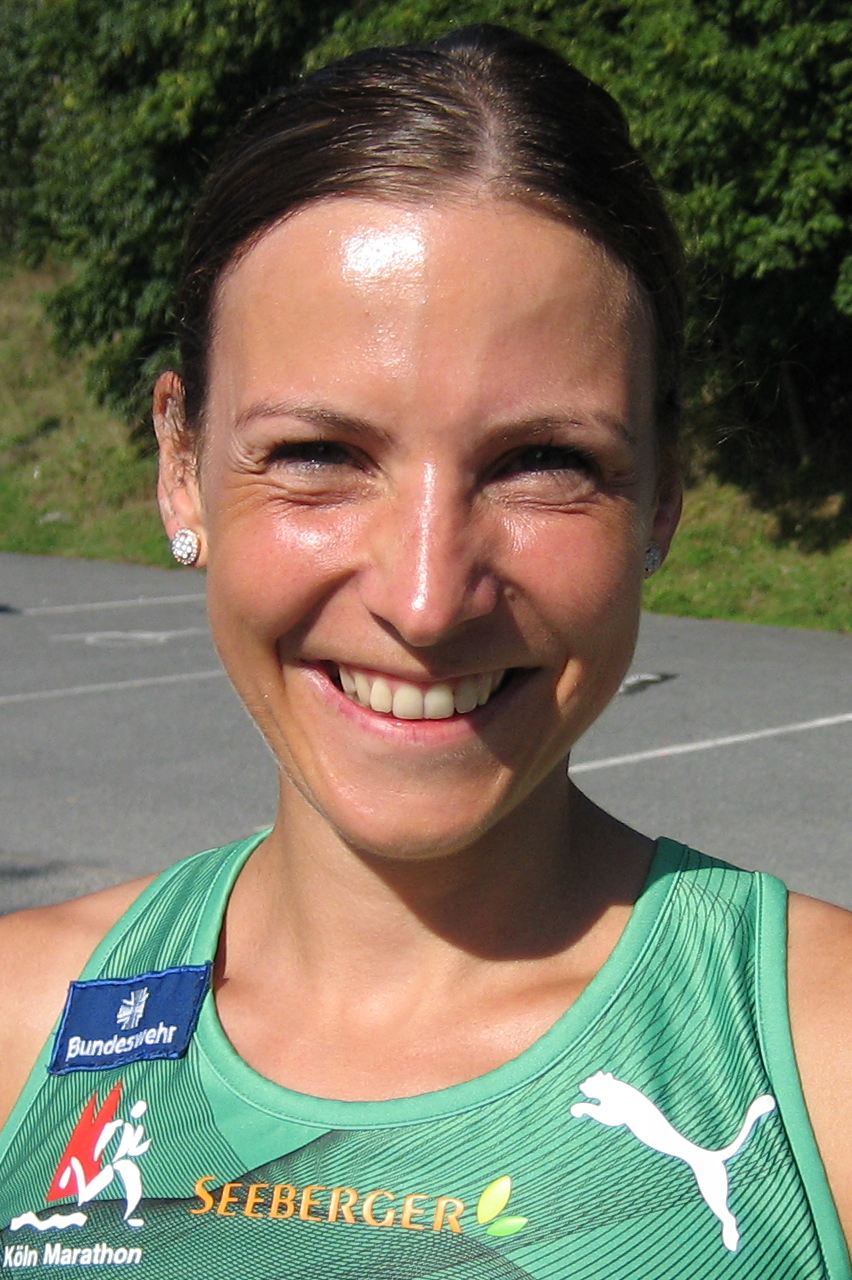
Die EM-Fünfte von 2012 Sabrina Mockenhaupt kam diesmal auf den sechsten Platz
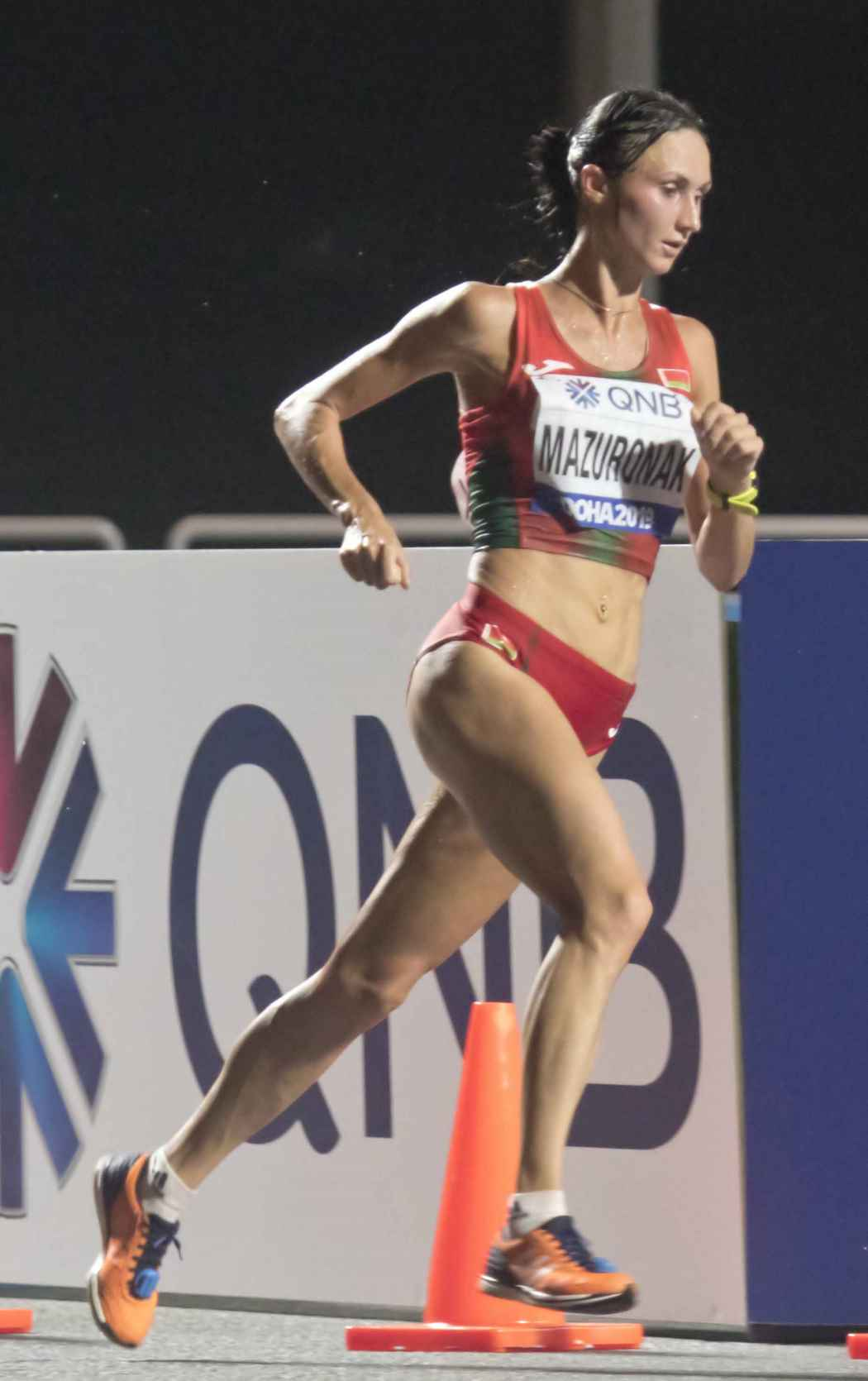
Wolha Masuronak belegte Rang sieben

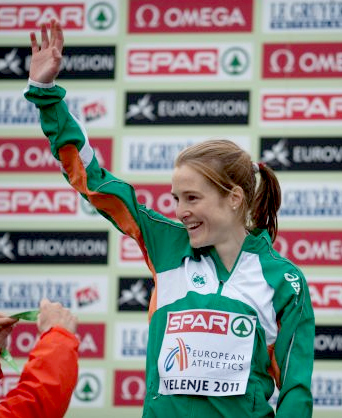
Fionnuala Britton, spätere Fionnuala McCormack und EM-Vierte von 2012, wurde diesmal Achte
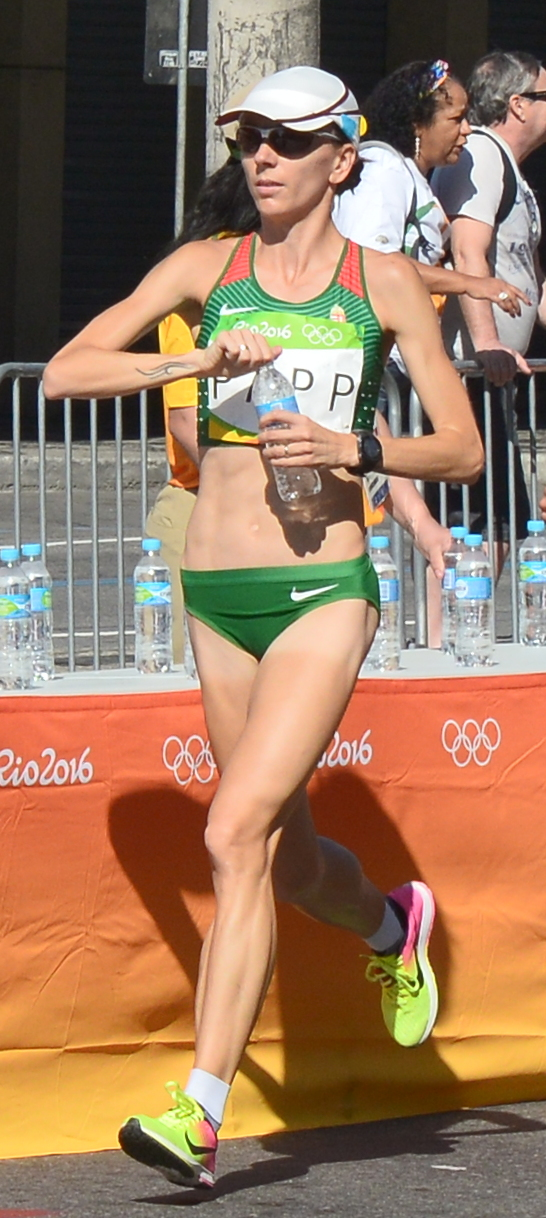
Krisztina Papp – Rang neun
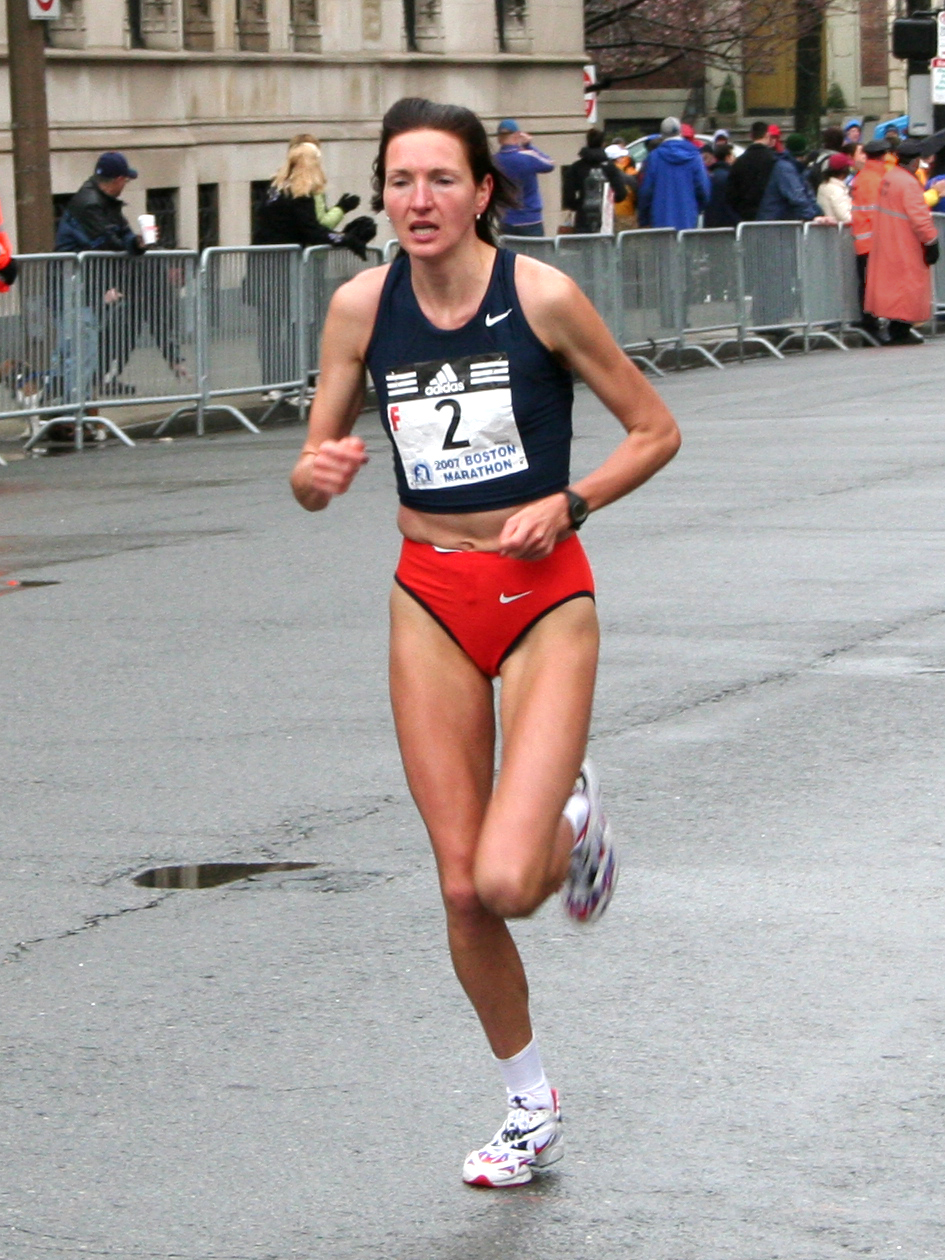
Jeļena Prokopčuka – Rang elf
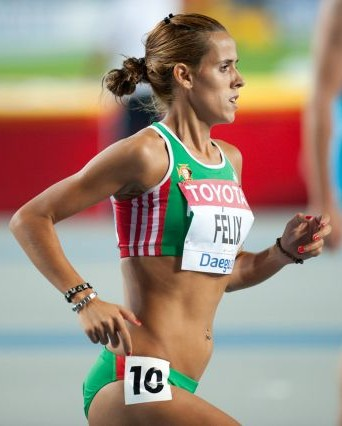
Dulce Félix – Rang zwölf

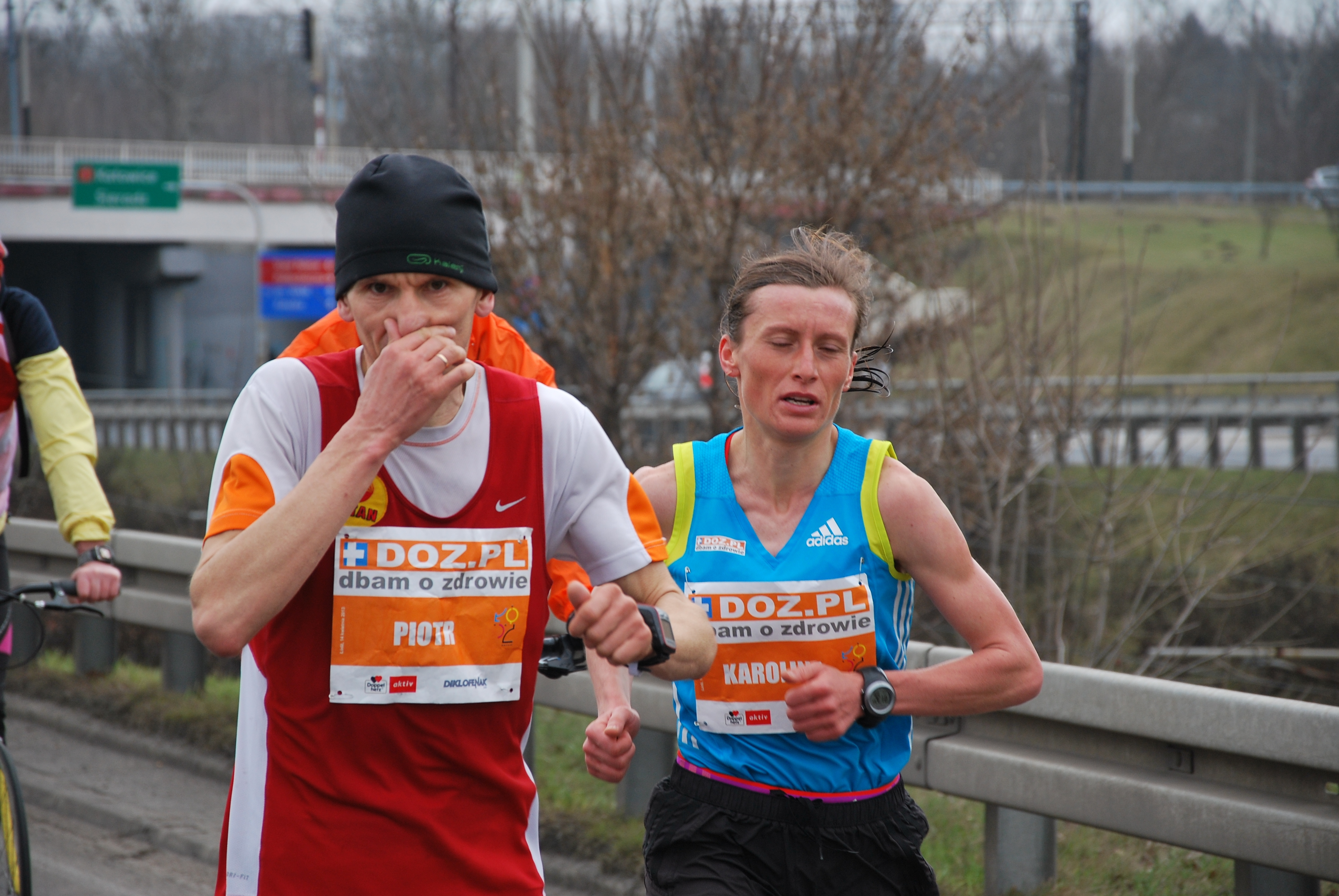
Karolina Jarzyńska – Rang dreizehn
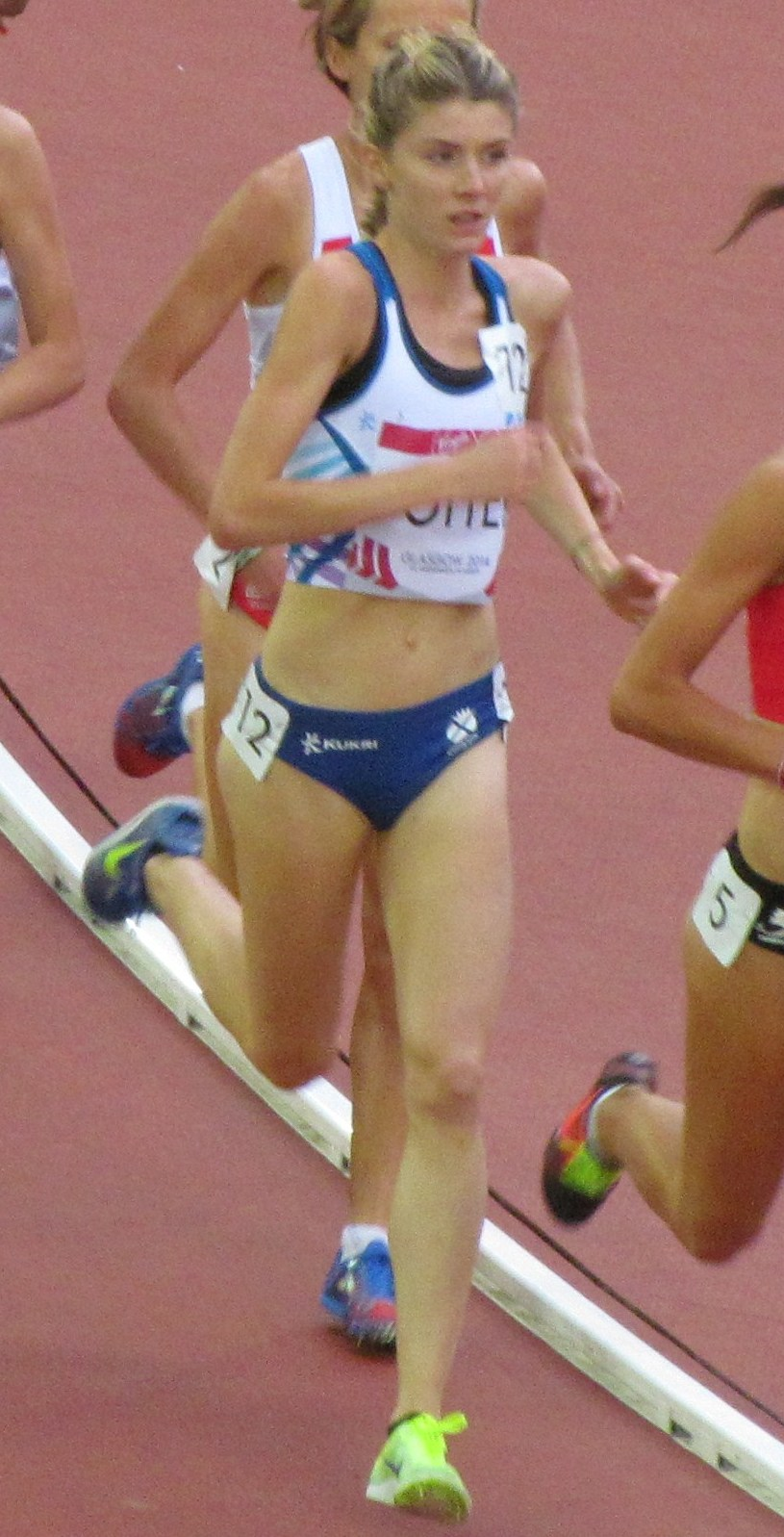
Beth Potter – Rang vierzehn
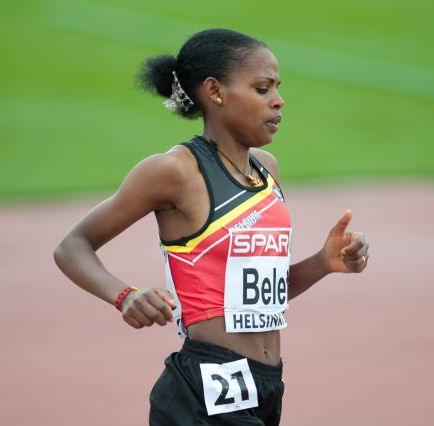
Almensch Belete – Rang fünfzehn
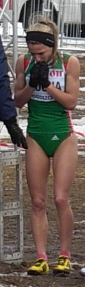
Carla Salomé Rocha – Rang sechzehn

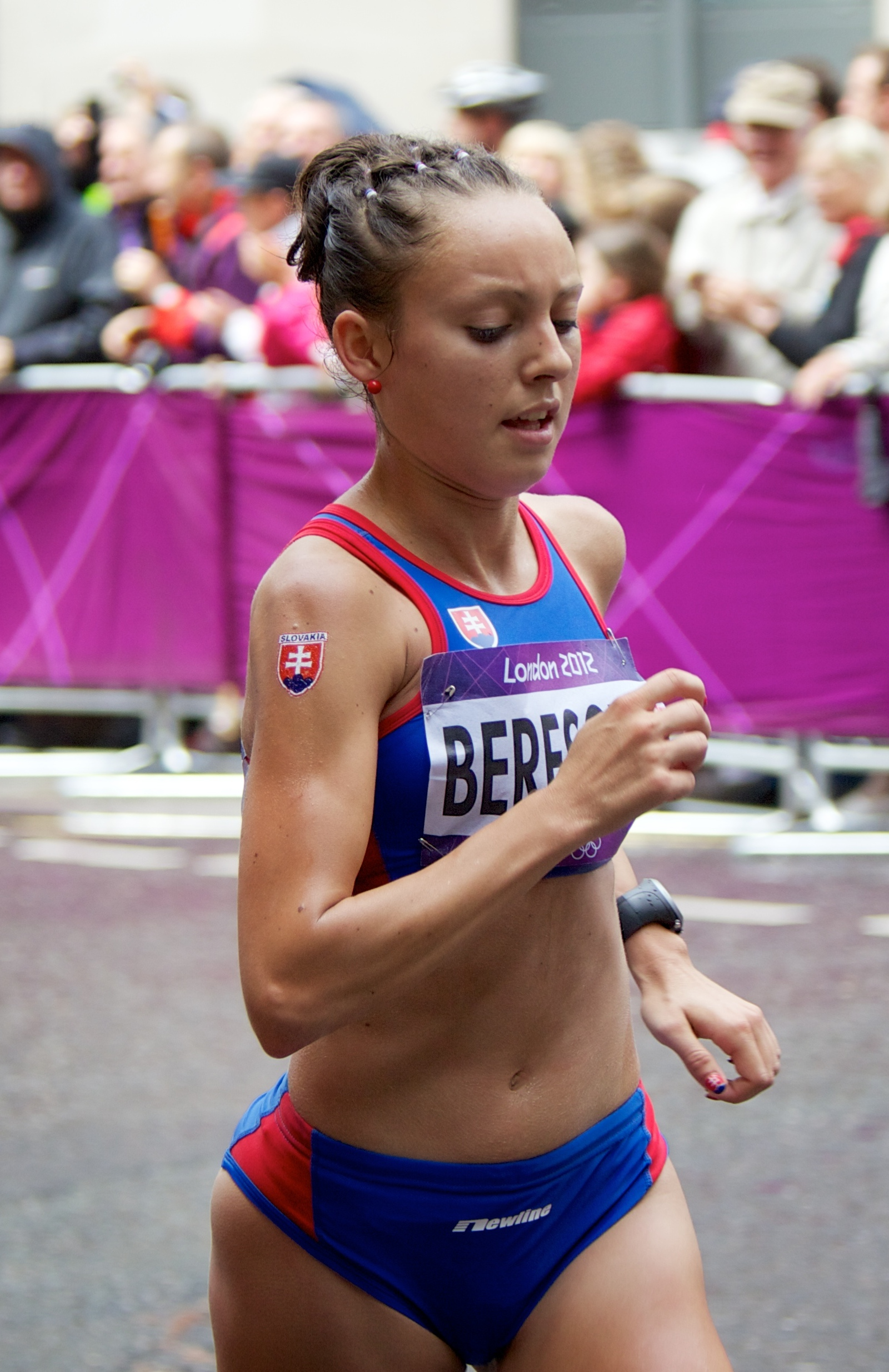
Katarína Berešová – Rang neunzehn
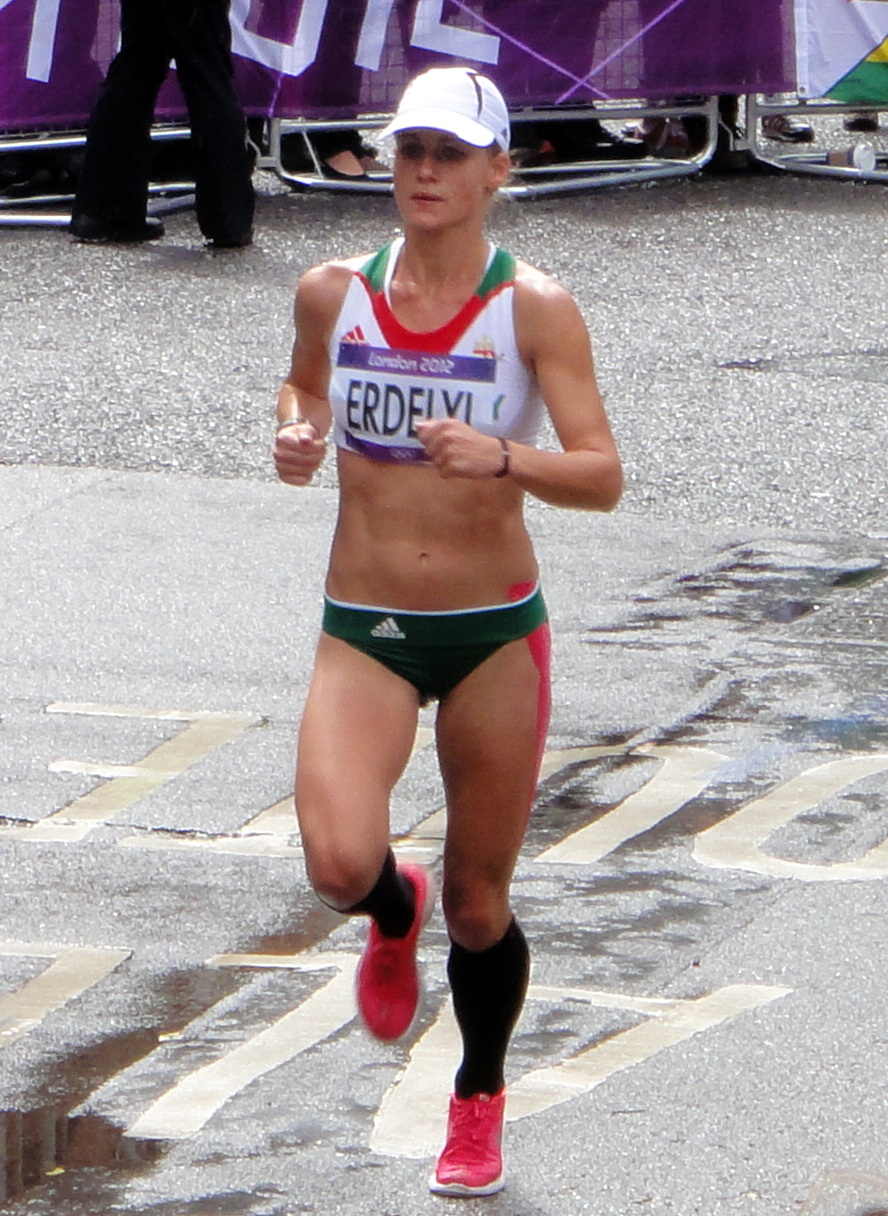
Zsófia Erdélyi – Rang 21
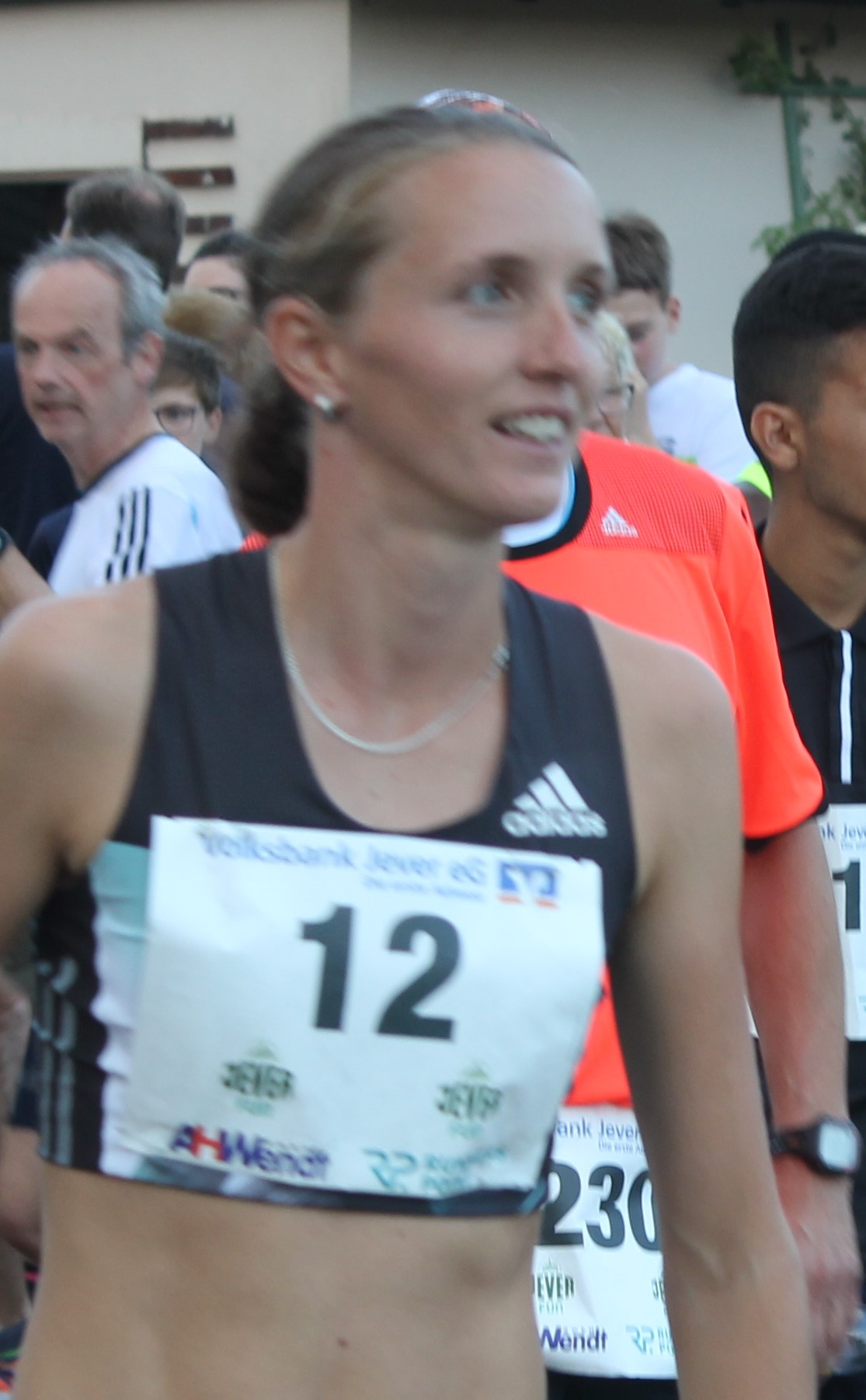
Lucie Sekanová – Rang 23
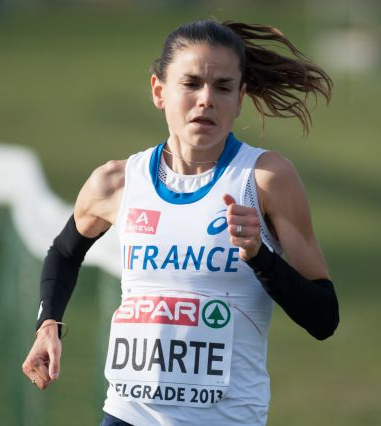
Sophie Duarte – Rennen nicht beendet

## Videolink
- 40 Year Old Joe Pavey GBR wins 10,000m Final European Athletics Championships 2014, youtube.com, abgerufen am 14. März 2023